# Tarhumas Murnikas
Tarchumas "Tadas" Murnikas foi um ciclista lituano que competiu no ciclismo nos Jogos Olímpicos de Verão de 1928 em Amsterdã, representando a Lituânia. Lá ele terminou em quinquagésimo na prova de estrada individual.